# Astra (caminhões)

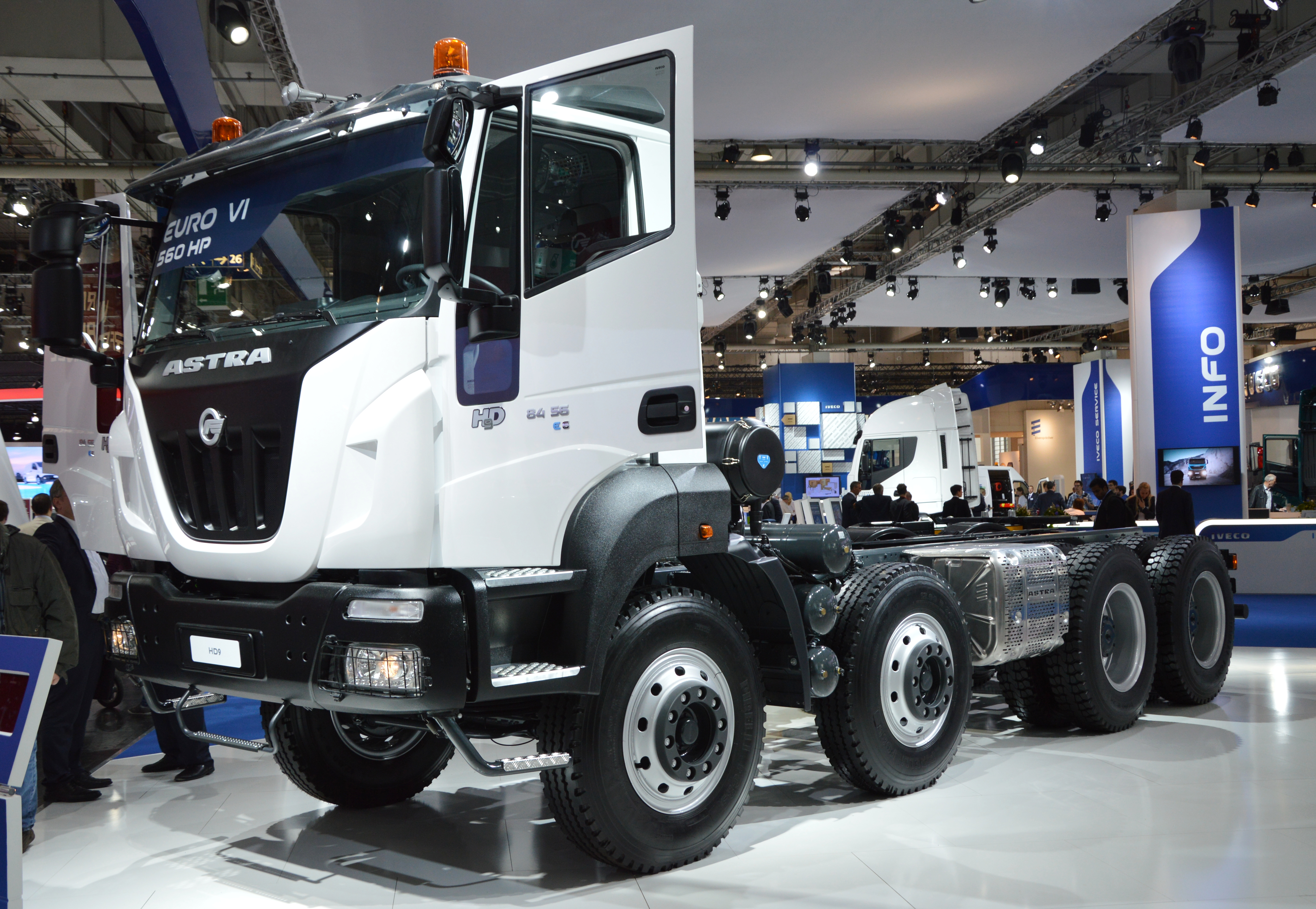
Astra HD 9 - Chassi na exposição IAA 2014 em Hanôver, Alemanha

Astra é uma fabricante de caminhões italiana fundada em 1946 por Mario Bertuzzi, na comuna de Cagliari. A palavra "Astra" é a abreviação de Anonima Sarda Trasporti. No início a empresa recondicionava veículos militares da Segunda Guerra Mundial. A empresa agora faz parte do Grupo Iveco.